# DAF XF
DAF XF je serija kamiona nizozemskog proizvođača kamiona DAF-a. Riječ je o nasljedniku serije CF a njegova proizvodnja započela je 1997. godine. Proizvodi se u Daf-ovoj tvornici u Eindhovenu dok se za potrebe tržišta gdje se promet odvija lijevom stranom proizvodi u tvornici engleskog Leyland Trucksa (u vlasništvu DAF-a).
Osim za civilni transport, postoji i vojna inačica DAF SSC (razvijen na temelju DAF XF 95). Kanadska vojska primjerice koristi inačicu XF 95 Tropco Tractor za potrebe vuče tenkova a unajmljena je od nizozemske vojske.
Model XF 105 osvojio je 2007. nagradu za Međunarodni kamion godine. Također, DAF je istu nagradu za 2018. godinu osvojio s modelima XF/CF a konkurenciju su mu činili talijanski Iveco Stralis NP i švedska Scania XT

## Galerija slika
- DAF XF Euro 6 Space predstavljen 2016. na Sajmu kamiona u Hannoveru.
- DAF XF Space.
- Model DAF XF 105 koji je 2007. osvojio nagradu za Međunarodni kamion godine.
- Kiperska inačica DAF XF 105.
- DAF XF 95 kao cisterna.
- Vojna inačica XF 95 Tropco Tractor.